# Goulnara Bekirova
Goulnara Tasimovna Bekirova (en russe : Гульнара Тасимовна Бекирова), née le 21 février 1968 à Melitopol, est une historienne et écrivaine ukrainienne, originaire des tatars de Crimée.

## Biographie
En 1994, Goulnara Bekirova est diplômée de l'Institut d'État des archives historiques de Moscou. Elle soutient sa thèse de doctorat sur "Le mouvement national du peuple tatars de Crimée pour le retour à la patrie historique". Elle est professeure au département d'histoire de l'Université pédagogique d'ingénierie de Crimée à Simferopol, et responsable du projet Tolerant Textbooks — Tolerant Society.

## Carrière professionnelle
En tant qu'écrivaine, Goulnara Bekirova rédige de nombreux articles et livres sur les relations interethniques des Tatars de Crimée déportés, et sur leur sort sous la gouvernance soviétique, ukrainienne et russe. Elle critique notamment les manuels scolaires russes qui dépeignent les Tatars de Crimée comme inférieurs et soutiennent les stéréotypes xénophobes de l'ère soviétique.
Rédactrice active pour Radio Free Europe/Radio Liberty, Goulnara Bekirova réalise des sujets pour la radio krymr à propos de la situation actuelle en Crimée, ainsi que sur le rôle des Tatars de Crimée dans l'Armée rouge, et le mouvement des droits civils des Tatars de Crimée.
Goulnara Bakirova est l’auteure et animatrice de Tarikh Levkhalary (Pages d'histoire) sur la chaîne ATR à Simferopol. Elle est également la rédactrice en cheffe du projet web, Crimea and Crimean Tatars.
Goulnara Bekirova est membre de PEN Ukraine et PEN International,.

## Collaborations
Dans le cadre de son travail d'historienne, Goulnara Bekirova intervient comme consultante pour la création de Haytarman, film ukrainien réalisé par Akhtem Seitablaev, et sorti en 2013.